# Duša Ferjančič
Duša Ferjančič, slovenska učiteljica, novinarka in prevajalka, * 8. februar 1921, Vipava, † januar 1993, Vipava.                                   

## Življenje in delo
Ljudsko šolo je obiskovala v rojstnem kraju, učiteljišče pa v Gorici in Rimu. Leta 1941 je postala domača učiteljica pri knezu Windischgrätzu na Pivki. Leta 1942 in delno 1943 je bila inštruktorica v zavodu »Alessandro Miglia« v Rimu in »Francesco Baracca« v Loretu. Decembra 1943 se je pridružila narodnoosvobodilni borbi. Sprva je bila borka v Bazoviški brigadi, nato je bila z odločbo SNOS nameščena na osnovni šoli v Kalu nad Kanalom. Pozneje je bila še učiteljica v Ravnah pri Cerknem, januarja 1945 pa imenovana v prosvetni odsek Kanalsko-Čepovanskega okraja. Po osvoboditvi je do 1953 delovala  v šolstvu in Protifašistični fronti žensk, od 1953 do 1974 pa kot novinarka pri Primorskih novicah. Ferjančičeva se je v svojih člankih največ ukvarjala s socialno-zdravstveno problematiko, ženskimi vprašanji, prosveto in kulturo, pa tudi s politiko. Občasno pa je tudi prevajala krajše črtice iz italijanščine.